# Place without a Postcard
| Recensione | Giudizio |
| ---------- | -------- |
| AllMusic   |          |

Place without a Postcard è il terzo album in studio del gruppo rock australiano Midnight Oil, pubblicato nel 1981.

## Tracce
1. Don't Wanna Be the One – 3:04
2. Brave Faces – 4:48
3. Armistice Day – 4:31
4. Someone Else to Blame – 2:49
5. Basement Flat – 4:37
6. Written in the Heart – 3:15
7. Burnie – 4:50
8. Quinella Holiday – 2:35
9. Loves on Sale – 2:22
10. If Ned Kelly Was King – 3:41
11. Lucky Country – 4:55

## Formazione
- Peter Garrett - voce
- Rob Hirst - batteria, voce
- Peter Gifford - basso, voce
- Jim Moginie - chitarra, tastiere
- Martin Rotsey - chitarra